# Johan Söderberg
För andra betydelser, se Johan Söderberg (olika betydelser).
Johan Olof Anders Söderberg, född 14 november 1962 i Bollnäs, är en svensk musiker, filmare och klippare. Han är även medlem i konstnärsansamlingen Lucky People Center. År 2010 tilldelades han en Guldbagge i kategorin Särskilda insatser med motiveringen "För en rytmisk förening av musik och bild i filmen Videocracy".

## Filmografi (urval)
- Downloading Nancy (2007)
- Madonna Ciccone: The Confessions Tour – Live from London (2006)
- Planeten (2006, eng. The Planet)
- The Voice (2004)
- Surplus: Terrorized Into Being Consumers (2003)
- Detaljer (2003, eng. Details)
- Tokyo Noise (2002)
- Sacrificio - Vem förrådde Che Guevara? (2001)
- Lucky People Center International (1998)
- Thomas Hellberg: Råttornas vinter (1988, eng. Rat Winter)

### Musik (urval)
- 2001 – Tong Tana – det förlorade paradiset
- Surplus